# Nizjnij Tagil
Nizjnij Tagil (russisk: Нижний Тагил, tr. Nizjnij Tagil) er en by i Sverdlovsk oblast i den vestlige del af Den Russiske Føderation. Nizjnij Tagil har 330.507 (2024) indbyggere, og er den næststørste befolkning i oblasten efter Jekaterinburg.
Byen er et af de vigtigste industrielle og kulturelle center i Uralbjergene. Mængden af producerede varer i fremstillingssektoren i 2007 beløb sig til 131,8 milliarder rubler. Dermed rangerer Nizjnij Tagil foran Jekaterinburg og højest i Sverdlovsk oblast.

## Geografi
Byen ligger på den østlige skråning af Uralbjergene 20-25 km fra grænsen mellem Europa og Asien i en højde af 200 moh. Den vestlige grænse af byen løber langs bjergenes højderyg. Nizjnij Tagils areal er 298.47 km², kommunens (russisk: городского округа, tr. gorodskogo okruga) areal er 4.108 km².
Nizjnij Tagil strækker sig 22 km fra nord til syd og 21 km fra øst til vest. Byen er bygget rundt om den uddøde vulkan Lisja, og bjerget med tårn på toppen er symbol for byen. Den geologiske struktur i området er meget sammensat, og bidrager til byens usædvanlige rigdom på metaller og mineraler. Det er fundet forekomster af i alt 63 elementer i det periodiske system.
En stor del af landområdet inden for kommunegrænserne domineres af de mange forskellige fabrikker i industribyen. Floder og vand optager en tredjedel af byens areal.

### Klima
Nizjnij Tagil har tempereret fastlandsklima med hurtige ændring af vejrforholdene og veldefinerede sæsoner. Den gennemsnitlige lufttemperatur i den Nizjnij Tagil +1,7 °C, den højst målte temperatur er 37 °C, og den lavest målte -52 °C. Den relativ fugtighed: 75,1%. Den gennemsnitlige vindhastighed på 2,5 m/s.

## Økonomi og transport
Nizjnij Tagil er et af Urals største industrielle centre. Energikrævende industrier som metallurgi, maskinbygning, kemisk industri, og metalbearbejning er dominerende. Totalt findes der omkring 600 fabrikker i Nizjnij Tagil. Blant disse er:
- Nizjnij Tagil Jern- og Stålkombinat (Nizjnetagilskij Metallurgitsjeskij Kombinat, NTMK), som er en ledende russisk stålproducent.
- Uralvagonzavod (UVZ), der er velkendt i Rusland som hovedproducenten af moderne kampvogne. Modellerne T-72, T-90, T-95 produceres i byen.

Veje og jernbaner knytter byen til andre i alle retninger, med Jekaterinburg mod syd, Serov mod nord, Perm mod vest, og Alapajevsk og Verkhnjaja Salda mod øst.
Salka lufthavn ligger 17 km nordøst for byen. Lufthavnen var en militærbase til 1994, men er nå ombygget til civil lufthavn.

## Eksterne henvisningen
- Wikimedia Commons har flere filer relateret til Nizjnij Tagil